# Anna Munch
Anna Munch (född Dahl), född den 4 augusti 1856 i Christiania (nuvarande Oslo), död där den 29 november 1932, var en norsk författare.

## Författarskap
Munch debuterade 1889 med Kvinder; et stykke udviklingshistorie, och gav senare ut en rad novellistiska och dramatiska arbeten. Hennes mest betydande och självständiga böcker är romanerna Verdens herrer: en Kvindes Iakttagelser (1903) och Glæde (1904). Erotiska motiv och olycklig kärlek upptar en stor plats i hennes författarskap. En ej gengäldad förälskelse i Knut Hamsun är utgångspunkt för romanen To mennesker (1898).

## Familj
Munch var dotter till läkaren Ludvig Vilhelm Dahl och syster till målaren Cecilie Dahl. Hon var från 1883 gift med överläraren Peter Anker Ragnvald Munch, kusin till Edvard Munch, och från 1910 med författaren Sigurd Mathiesen.